# Karol Kasperlik
Karol Henryk Kasperlik (ur. 14 października 1861 w Zarzeczu, zm. 8 stycznia 1937) – tytularny generał brygady Wojska Polskiego.

## Życiorys
Karol Henryk Kasperlik urodził się 14 października 1861 roku w Zarzeczu, w rodzinie Józefa i Marii Wrabel. Miał młodszego brata Wilhelma (1873–1958), późniejszego księdza i wikariusza generalnego dla Śląska Cieszyńskiego. 
W 1878 roku, po ukończeniu seminarium nauczycielskiego w Cieszynie, wstąpił do cesarskiej i królewskiej armii. Był w niej młodszym podoficerem artylerii, a od 21 listopada 1882 roku ogniomistrzem. 1 listopada 1897 roku został urzędnikiem wojskowym. W 1911 pełnił służbę w intendenturze 5 Dywizji Piechoty w Ołomuńcu, jako urzędnik wojskowy w stopniu oficjała kontroli rachunkowej, a od 1 listopada tego roku – starszego oficjała kontroli rachunkowej (niem. Militär Rechnungsoberoffiziale), który odpowiadał stopniowi kapitana. W 1918 roku pełnił służbę w Oddziale Kontroli Rachunkowej Ministerstwa Wojny w Wiedniu (niem. Fachrechnungsabteilung).
17 lipca 1919 roku został przyjęty do Wojska Polskiego z byłej armii austro-węgierskiej, jako urzędnik wojskowy z zatwierdzeniem pod względem poborów w IX randze i przydzielony do Departamentu Gospodarczego Ministerstwa Spraw Wojskowych w Warszawie.
W 1921 roku pełnił służbę w Oddziale IV Sztabu Ministerstwa Spraw Wojskowych w Warszawie, a jego oddziałem macierzystym był Wojskowy Okręgowy Zakład Gospodarczy Warszawa-Powązki.
3 maja 1922 roku został zweryfikowany w stopniu pułkownika ze starszeństwem z dniem 1 czerwca 1919 roku i 1. lokatą w korpusie oficerów administracji, dział kontroli administracyjnej.
Z dniem 31 października 1923 roku został przeniesiony z Wojskowej Kontroli Generalnej w stan spoczynku, w stopniu tytularnego generała brygady. Do 31 grudnia 1923 roku został zatrzymany w służbie czynnej. Na emeryturze mieszkał w Bielsku-Białej, a w 1928 roku w Skoczowie.
Zmarł 8 stycznia 1937 roku. Pochowany na Cmentarzu Komunalnym w Cieszynie.
Generał był żonaty z Leopoldyną z Kirchnerów (ur. 6 września 1854, zm. 21 grudnia 1931), z którą miał dwie córki: Kornelię (ur. 1889) i Wilhelminę (ur. 1894).

## Ordery i odznaczenia
- Krzyż Walecznych
- Złoty Krzyż Zasługi Cywilnej z koroną na wstążce Medalu Waleczności
- Odznaka za Służbę Wojskową 2 Klasy dla urzędników wojskowych
- Brązowy Medal Jubileuszowy Pamiątkowy dla Sił Zbrojnych i Żandarmerii
- Krzyż Jubileuszowy Wojskowy
- Krzyż Pamiątkowy Mobilizacji 1912-1913